# Rybno (Masovia)
Rybno è un comune rurale polacco del distretto di Sochaczew, nel voivodato della Masovia.
Ricopre una superficie di 72,84 km² e nel 2004 contava 3 534 abitanti.